# تجميع (إدارة موارد)
التجميع هو مصطلح خاص بإدارة الموارد ويعني جمع الموارد مثل الأصول أو المعدات أو الجهود بغرض الاستفادة القصوى أو تقليل المخاطر على المستخدمين، وذلك يفيد في تحقيق الاستخدام الأمثل للمواد مما يساعد في تحقيق الكفاءة الإنتاجية من عناصر الإنتاج.